# Municipio de Catheys Creek
El municipio de Catheys Creek (en inglés: Catheys Creek Township) es un municipio ubicado en el  condado de Transilvania en el estado estadounidense de Carolina del Norte. En el año 2010 tenía una población de 3.821 habitantes.

## Geografía
El municipio de Catheys Creek se encuentra ubicado en las coordenadas 35°11′24.4″N 82°47′5.46″O / 35.190111, -82.7848500.